# Panagiota Tsakiri
Panagiota Tsakiri (griechisch Παναγιώτα Τσακίρη, * 12. Mai 1990 in Drama) ist eine ehemalige griechische Biathletin und Skilangläuferin.
Panagiota Tsakiri ist Studentin. Sie lebt und trainierte in Drama. Tsakiri startete für EOS Dramas und wird von Athanassios Tsakiris trainiert, ihrem Vater. Biathlon betreibt sie seit 2004, seit 2005 gehört sie zum Nationalkader ihres Heimatlandes. Die Griechin debütierte 2006 in Obertilliach im Junioren-Europacup. Seit 2007 startete sie bei den Senioren im Biathlon-Europacup. Bestes Resultat ist hier ein 12. Rang im Sprint von Bansko in der Saison 2006/07. 2009 trat sie in Canmore erstmals bei einer Junioren-Europameisterschaft an. Im Sprint lief sie auf den 36., in Verfolgung und Einzel auf den 37. Platz. Danach wurde sie für die Biathlon-Europameisterschaften 2009 in Pyeongchang nominiert, wo sie in zwei Rennen zum Einsatz kam. Im Einzel wurde sie 106., im Sprint 102.
Im Skilanglauf tritt Tsakiri seit 2005 an. Skilanglauf-Weltcup-Rennen bestritt die Griechin nicht, Einsätze hatte sie in FIS-Rennen, im Alpen- und Balkan-Cup. Der größte Erfolg in dieser Sportart war die Teilnahme an den Olympischen Winterspielen 2006. Bei den Spielen von Turin trat sie im Sprint an und wurde 66. Bei den Griechischen Meisterschaften 2007 in Mavrovo verpasste Tsakiri als Viertplatzierte über 10- und 5-Kilometer jeweils knapp eine Medaille. Bei den Junioren-Weltmeisterschaften des Jahres in Tarvisio kam sie auf den 73. Platz. Erfolgreich verliefen die Griechischen Meisterschaften 2008 in Metsovo. Im 15-Kilometer-Rennen gewann sie den Titel, im Sprint musste sie sich nur der russischen Gaststarterin Ljudmilla Kolischkina geschlagen geben.
Tsakiri und ihr Vater erhielten im Februar 2010 einen Eintrag ins Guinnessbuch der Rekorde. Erstmals nahmen ein Vater und seine Tochter an den gleichen Olympischen Spielen teil. Panagiota Tsakiri belegte im Sprint Rang 86 und im Einzel Platz 85. Bei der nordischen Skiweltmeisterschaft 2013 im Val di Fiemme erreichte sie den 84. Platz über 10 km Freistil. Den 64. Platz im Sprint belegte sie bei den Olympischen Winterspielen 2014 in Sotschi. 

## Weltcupstatistik
Die Tabelle zeigt alle Platzierungen (je nach Austragungsjahr einschließlich Olympische Spiele und Weltmeisterschaften).
- 1.–3. Platz: Anzahl der Podiumsplatzierungen
- Top 10: Anzahl der Platzierungen unter den ersten zehn (einschließlich Podium)
- Punkteränge: Anzahl der Platzierungen innerhalb der Punkteränge (einschließlich Podium und Top 10)
- Starts: Anzahl gelaufener Rennen in der jeweiligen Disziplin

| Platzierung         | Einzel | Sprint | Verfolgung | Massenstart | Staffel | Gesamt |
| ------------------- | ------ | ------ | ---------- | ----------- | ------- | ------ |
| 1. Platz            |        |        |            |             |         |        |
| 2. Platz            |        |        |            |             |         |        |
| 3. Platz            |        |        |            |             |         |        |
| Top 10              |        |        |            |             |         |        |
| Punkteränge         |        |        |            |             |         |        |
| Starts              | 5      | 4      |            |             |         | 9      |
| Stand: Karriereende |        |        |            |             |         |        |